# 津田氏 (山城国)
津田氏（つだし）は、近江国から山城国に進出した商家の一族である。北村氏とも名乗った。戦国時代には細川国慶や細川晴元の被官となり、江戸時代には醍醐寺の三宝院に仕えた。

## 出自
津田氏は近江国蒲生郡津田や、同国野洲郡北村の出身とされる。後に山城国の伏見や北野、六角などを拠点にして勢力を拡大させた。なお、一族が連携して山城国に進出したのではなく、各々が個別に進出したと考えられている。

## 津田兵庫助家
『鹿苑日録』長享元年（1487年）閏11月13日条によると、景徐周麟は、「伏見津田（津田兵庫助光重）」に請われて、彼の子・月渓照居士の斎会に赴いている。その際漢詩を詠んでいるが、その中に「富家」や「深溝固壁地高下」とあることから、伏見の津田氏は財を蓄え城を築いていたことがわかる。また、「従軍油幕白雲横」とあり、津田氏は近江国出身であることから、これは鈎の陣に従軍していたことと関連していると考えられている。加えて、第二次近江出兵の際に、浦上則宗が光重の子・一眼が住職を務めた光明寺に陣を儲けている。延徳元年（1489年）には、「伏見津田」が和泉国八田荘を横領しており、武力活動も行っていたことがわかる。延徳2年（1490年）には、「北村と申物」が「玄番殿（細川元治）」に仕えている。延徳4年（1492年）や明応9年（1500年）には伏見の津田家の下を細川政元が訪れている。これは、津田氏が政元やそれに敵対する畠山基家などに属さない中立的な存在であったことを表している。　
永正元年（1504年）には、「北村」「北村衆」が細川元治の代官として美豆牧の荘務を掌っている。また、元治による淀城・神足城攻撃にも参加している。　
永正4年（1507年）に政元が暗殺されると、翌5年には細川高国が上洛を図って「伏見ノ津田兵庫助カ城」に立て篭もっている。政元の死による細川京兆家の家督争いによって、津田氏のように従来畿内に利権を持つ旧来の商家は高国派に、新たに利権を狙う新興の商家は澄元派につき、互いに争うようになった。　
永正17年（1520年）以降は、津田光重の子と考えられる津田伊賀入道融雲宗春が三条西実隆の元を何度か訪れており、宗春は後に醍醐に融雲寺を建立し、宗春の次男・智空甫叔が開山している。また、宗春の嫡子は津田兵庫助宗堯（聚情）であり、宗堯の子は津田弥九郎（弥次郎とも）宗永である。弥九郎は永正17年（1520年）に元服しており、天文12年には醍醐寺の三宝院に仕えていた。中立的立場で細川政元と畠山基家の仲介の場を提供していた兵庫助家が、細川元治（玄蕃頭家）と一体的に行動し出すのは永正元年以降であるため、光重から宗春に世代交代したのはこの頃であると考えられる。　
大永7年（1527年）の桂川合戦で高国方が敗北すると、伏見には細川晴元方の一宮成長が入部し、津田兵庫助家は醍醐に撤退している。なお、細川国慶・細川氏綱の被官となり、三好長慶の京都支配に関わった津田経長は、細川元治に仕えた伏見津田氏がいたことから、兵庫助家の一族であると考えられるが、経長が国慶の内衆として活動している間も宗春・宗堯・弥九郎は醍醐にて商家として活動していることから、庶流であったとされる。
『地下家伝』には、醍醐寺三宝院門跡の侍として、醍醐移住前後の津田兵庫助家（北村氏）の記述があるが、それによると宗春は天文19年（1550年）12月6日に死去したとされる。『地下家伝』の北村氏系譜は、宗永が宗春の子となっており、宗堯が省略されている。これは、津田兵庫助家には複数の系統があり、自身嫡流であることを強調するためであったと考えられる。
『地下家伝』によると、宗永の子は津田弥二郎宗久で、永禄5年（1562年）に三宝院に「出仕始」していることが確認できる。宗久の子は津田久次郎宗円で、貞享2年（1685年）に亡くなっている。